# Рух опору Сил спеціальних операцій Збройних сил України
Рух опору ССО ЗС України — компонент у складі Сил спеціальних операцій Збройних сил України, який організовує систему опору російській окупації. Рух опору об'єднує різноманітні форми боротьби: як активні військові дії, так і ненасильницькі методи.

## Історія та структура
Рух опору ССО сформувався на фоні потреби організованого спротиву російській агресії. Його витоки сформувалися після окупації Криму у 2014 році, а законодавчо він був закріплений законом України «Про основи національного спротиву» у 2021 році. 
Рух опору є одним із компонентів/напрямків діяльності Сил спеціальних операцій Збройних сил України. 
Рух опору складається із партизанських сил, підпілля та допоміжних сил. До його завдань входить:
- формування та розвиток осередків руху опору та набуття ними відповідних спроможностей;
- перешкоджання діям військ противника;
- участь у проведенні спеціальних операцій;
- участь у підготовці громадян України руху опору[5][6].

Відомості про штатну чисельність та укомплектованість підрозділів становлять державну таємницю. За повідомленням видання Sky News, станом на серпень 2024 року командувачем Руху опору є полковник ССО, чиє ім'я засекречене. Символ — дві руни із крапкою посередині, які символізують око.

## Діяльність Руху опору
Значна частина інформації про діяльність Руху опору засекречена, однак з відкритих джерел відомо про: 
- Партизанський рух на окупованих територіях, як-то в Криму і Херсонській та Запорізькій областях (приклад активних дій: підрив залізничних колій та потягів противника, знищення техніки)[4][7][8].
- Операції в тилу ворога на території Росії, що сприяє стримуванню його наступальних дій, дискредитації правлячого режиму і як наслідок формування протестних настроїв на території Росії[5].
- Кіберактивізм: допомога у блокуванні пропагандистських ресурсів.
- Ненасильницький спротив.